# Essonne (fiume)
L'Essonne è un fiume dell'Île-de-France, affluente di sponda sinistra della Senna. Lungo 97,2 chilometri, si snoda tra i dipartimenti del Loiret e dell'Essonne.